# Ursus 5314 i 5312

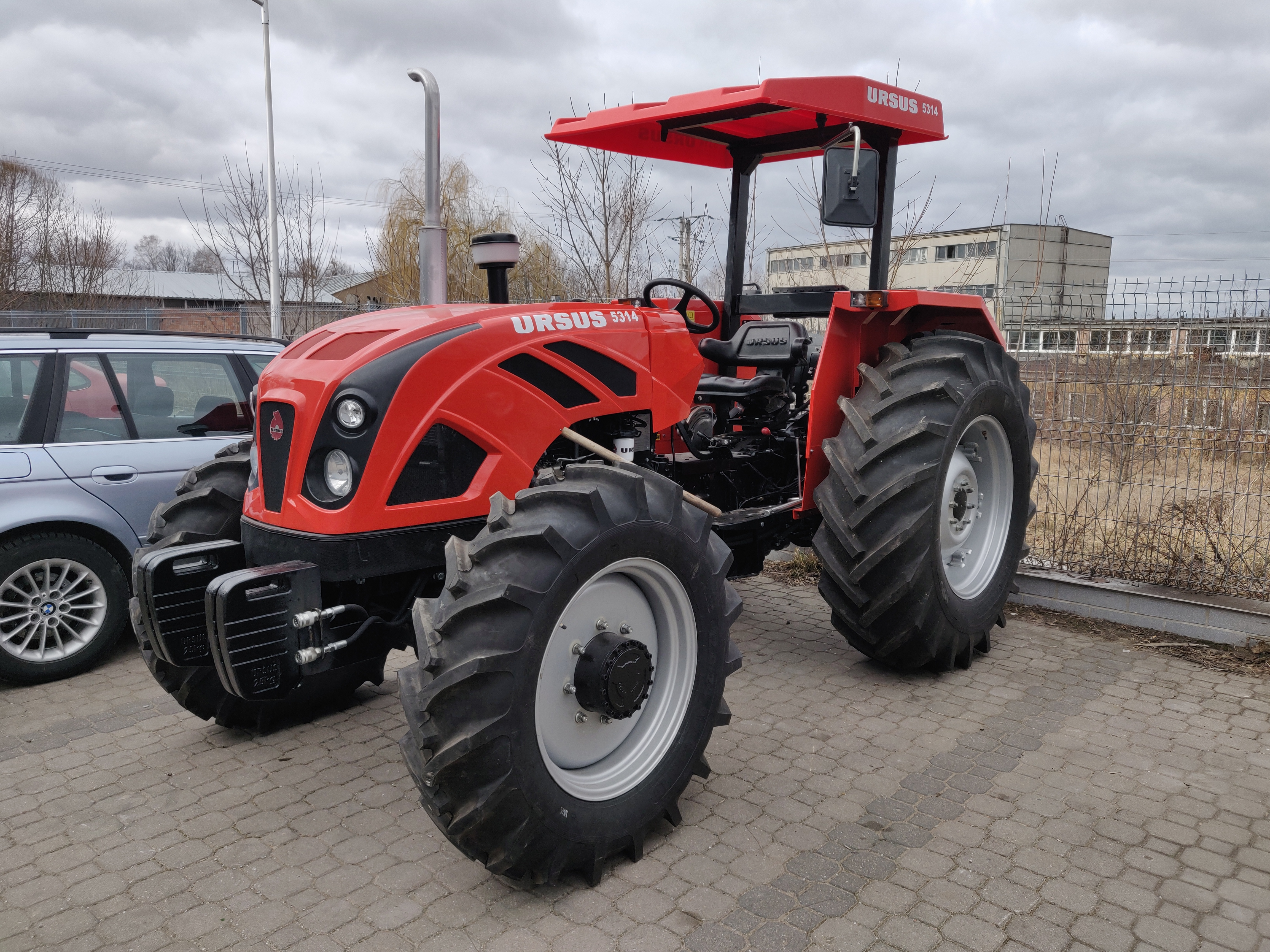
Ciągnik rolniczy Ursus 5314 z 2019 roku zmontowany w Lublinie przez Ursus S.A.

Ursus 5312 – ciągniki produkowane na licencji firmy Massey Ferguson w latach 1993–2003 przez ZPC Ursus. W latach późniejszych produkcja przejęta przez Ursus S.A. Produkowany do chwili obecnej z przeznaczeniem na eksport. Model 5312 jest napędzany na tylną oś (2WD), zaś model 5314 na dwie osie (4WD). Najnowsza wersja silnika w tym modelu to Ursus 4410, o mocy maksymalnej 53 kW (72 KM).

## Dane techniczne
1) Klasa ciągnika: 0,9 T
2) Silnik:
- Typ - Perkins 4390
- Rodzaj - wysokoprężny, czterosuwowy, rzędowy, z bezpośrednim wtryskiem paliwa
- Liczba cylindrów - 4
- Kolejność pracy cylindrów - 1-3-4-2
- Średnica cylindra / skok tłoka - 98,43 / 127 mm
- Pojemność skokowa - 3865 cm³
- Stopień sprężania - 16
- Moc znamionowa według DIN - 52,2 kW (71 KM)
- Znamionowa prędkość obrotowa - 2200 obr./min
- Prędkość obrotowa biegu jałowego - 750 +/-25 obr./min
- Największa prędkość obrotowa biegu luzem - 2420 obr./min
- Prędkość obrotowa przy maksymalnym momencie obrotowym - 1200 - 1400 obr./min
- Jednostkowe zużycie paliwa przy mocy znamionowej według DIN - 244 g/kWh
- Znamionowy moment obrotowy według DIN - 227 Nm
- Maksymalny moment obrotowy według DIN - 261 Nm
- Statyczny kąt wyprzedzenia wtrysku - 23°
- Luz zaworów (na zimno/na gorąco) - 0,3 / 0,25 mm

3) Układ zasilania paliwem:
- Filtr paliwa: rodzaj - jednostopniowy, z wymiennym wkładem papierowym
- Pompa wtryskowa: rodzaj - rozdzielaczowa z regulatorem mechanicznym
- Pompa zasilająca: rodzaj - przeponowa
- Wtryskiwacz: rodzaj - z rozpryskiwaczem wielootworkowym,
- Ciśnienie wtrysku - 17,1 MPa
- Pojemność zbiornika paliwa - 80 dm³

4) Układ smarowania silnika:
- Rodzaj - rozbryzgowy i pod ciśnieniem
- Godzinowe zużycie oleju przy mocy znamionowej nie powinno być większe niż - 0,8% godzinowego zużycia paliwa
- Ilość oleju w układzie - 7 dm³
- Filtr: rodzaj - puszkowy, szeregowy z wkładem papierowym

5) Układ chłodzenia silnika
- Rodzaj - cieczowy, wymuszony pompą wody, z wentylatorem i termostatem
- Typ chłodnicy - rurkowo-płytkowa
- Pojemność układu:

1. chłodzenie silnika - 15 dm³,
2. ogrzewanie kabiny - 1,6 dm³ (kabina 07 standard)

6) Układ rozruchu silnika:
- Typ rozrusznika - R11g (12 V, 2,9 kW)
- Urządzenie ułatwiające rozruch: rodzaj - świeca płomieniowa

7) Filtr powietrza:
- Filtr "mokry":

1. rodzaj - bezwładnościowy, olejowy

wstępny - odśrodkowy, dwustopniowy
dokładnego oczyszczania - "mokry"
1. ilość oleju w misce filtru - 1,55 dm³

- Filtr "suchy":

1. typ - Cyclopac

8) Instalacja elektryczna:
- Rodzaj - 12 V, "minus" na masę
- Typ alternatora - A 135-55 bez sprężarki, A 135-55a ze sprężarką
- Typ akumulatora - 6 SK 120 Ah

9) Instalacja sterowania hamulców powietrznych:
- Typ sprężarki - wysokociśnieniowa z samostabilizacją
- Ciśnienie nominalne w instalacji sterowania hamulców powietrznych - 0,58-0,63 MPa
- Maksymalne / minimalne ciśnienie sprężarki - 1,4 / 1,1 MPa
- Pojemność zbiornika powietrza - 10 dm³
- Wydatek zassanego przez sprężarkę powietrza przy znamionowej prędkości obrotowej silnika - 288 dm³/min

10) Układ napędowy:
- Sprzęgło - cierne, tarczowe, suche, dwustopniowe, sterowane mechanicznie
- Skrzynia przekładniowa 8-biegowa - mechaniczna z kołami przesuwnymi z reduktorem W i przełożeniem stałym 1,87 : 1 (29 km/h):

1. Liczba przełożeń skrzyni przekładniowej - 4 + R
2. Liczba przełożeń reduktora - 2
3. Sumaryczna liczba przełożeń do jazdy do przodu / do tyłu - 8 / 2

- Skrzynia przekładniowa 12-biegowa - mechaniczna z kołami w stałym zazębieniu, synchronizowana (2-3 bieg), z przełożeniami stałymi wysokimi (H) i niskimi (L) przełączanymi synchronizatorem "ZF"

1. Synchronizator - bezwładnościowy, z blokowaniem za pomocą wieńca zębatego
2. Liczba przełożeń skrzyni przekładniowej - 6 + 2R
3. Liczba przełożeń reduktora - 2
4. Sumaryczna liczba przełożeń do jazdy do przodu / do tyłu - 12 / 4

11) Tylny most:
- Przekładnia główna - stożkowa Gleasona
- Przełożenie koło talerzowe - wałek atakujący - 3,454 : 1
- Blokowanie mechanizmu różnicowego - mechaniczne, pedałem
- Dopuszczalne statyczne obciążenie tylnego mostu masą (rozstaw kół 1500 mm) - 5000 kg

12)Przedni most napędowy:
- Przełożenie koło talerzowe - wałek atakujący - 3,444 : 1
- Blokowanie mechanizmu różnicowego - bez blokady lub samoblokujące

13) Wał odbioru mocy:
- Rodzaj - niezależny, z wielotarczowym sprzęgłem i hamulcem
- Końcówka WOM - typ 1 lub typ 2
- Wysokość nad płaszczyzną podstawową - 598 mm
- Prędkości obrotowe WOM (obr./min):

1. skrzynia 8-biegowa - 540/625 przy 1895/2200 obr. silnika, 1000/1100 przy 2000/2200 obr. silnika
2. skrzynia 12-biegowa - 540/596 przy 1993/2200 obr. silnika, 1000/1100 przy 2000/2200 obr. silnika

- Minimalna moc z WOM przy znamionowej prędkości obrotowej silnika według PN - 45 kW
- Jednostkowe zużycie paliwa przy mocy jak wyżej - 270 g/kWh

14) Ilość oleju w układzie napędowym:
- Skrzynia przekładniowa + tylny most - 44 dm³
- Zwolnice tylnego mostu - 2 x 1,7 dm³
- Most napędowy przedni - 5,5 dm³
- Zwolnice przedniego mostu - 2 x 1,4 dm³

15) Układ podnośnika hydraulicznego:
- Rodzaj - tłokowy z regulacją: siłową, pozycyjną, ciśnieniową i szybkości reakcji
- System automatycznej regulacji głębokości orki - górnozaczepowy
- Ciśnienie nominalne w układzie hydrauliki zewnętrznej - 16 MPa
- Wydatek pomp hydraulicznych przy znamionowej prędkości obrotowej silnika, temp. oleju 60 °C i ciśnieniu na szybkozłączach 16 MPa:

1. pompa podnośnika - min. 26,2 dm³
2. pompa pomocnicza hydrauliki zewnętrznej - min. 36,0 dm³

- Maksymalne ciśnienie w układzie hydrauliki zewnętrznej - 19 MPa
- Moc hydrauliczna na złączu - 9,5 kW lub 15,5 kW dla połączonych pomp
- Liczba wyjść hydrauliki zewnętrznej - 4 szt.
- Typ gniazda złącza hydraulicznego - ZSR 6-160-13/100 lub AGRIC 12,5 według ISO 5675

16) Układ zawieszenia narzędzi:
- Kategoria według ISO - 2
- Maksymalny udźwig na cięgłach - 2600 kg (2 siłowniki wspomagające), 2200 kg (1 siłownik wspomagający)
- Maksymalny czas podnoszenia przy udźwigu nominalnym - 3 s

17) Układy przyłączeniowo-zaczepowe:
- Zaczep rolniczy: rodzaj - wysuwany lub wychylny

1. Wysokość nad płaszczyzną podstawową - 315 mm (zaczep wysuwany), 370 mm (zaczep wychylny)

- Dolny zaczep transportowy: rodzaj - automatyczny, wysuwany

1. Wysokość nad płaszczyzną podstawową - 358 mm

- Górny zaczep transportowy: rodzaj - widełkowy, z amortyzatorem gumowym

1. Wysokość nad płaszczyzną podstawową - 898 mm

18) Układ kierowniczy:
- Rodzaj - hydrostatyczny
- Liczba obrotów koła kierowniczego - 3,2 w prawo, 2,8 w lewo (5312), 3,9 w prawo, 4,7 w lewo (5314)
- Ilość oleju w układzie kierowniczym - 1,2 dm³ (5312), 2,25 dm³ (5314)

19) Układ hamulcowy:
- Rodzaj - działa tylko na koła tylne
- Hamulce robocze - niezależne, tarczowe, mokre
- Hamulec postojowy - mechaniczny, działający na elementy cierne hamulca roboczego

20) Układ jezdny:
- Oś przednia / most przedni - wahliwa, rozsuwana, nieresorowana (5312), wahliwy, nieresorowany (5314)
- Zakres wychylenia - +/- 11°
- Dopuszczalne statyczne obciążenie osi masą - 2245 kg (5312), 3700 kg (5314)
- Kąt skrętu kół - 55° (5312), 50° (rozstaw 1800 mm), 40° (rozstaw 1500 mm)(5314)

21) Koła:
- Koła tylne:

1. oznaczenie opony - 16,9-34 6PR
2. oznaczenie obręczy - W15Lx34
3. max. nośność opony - 2015 kg przy 130 kPa
4. zalecane ciśnienie - polowe: 100-110 kPa, transportowe: 130 kPa

- Koła przednie (5312):

1. oznaczenie opony - 7,50-16 6PR
2. oznaczenie obręczy - 5,50Fx16
3. max. nośność opony - 745 kg przy 280 kPa
4. zalecane ciśnienie - bez obciążników przednich: 180 kPa, z obciążnikami przednimi: 200-220 kPa, z ładowaczem czołowym: 280 kPa

- Koła przednie (5314):

1. oznaczenie opony - 12,4-24 6PR
2. oznaczenie obręczy - W11x24 lub W10x24
3. max. nośność opony - 1200 kg przy 170 kPa
4. zalecane ciśnienie - bez obciążników przednich: 100-110 kPa, z obciążnikami przednimi: 120-140 kPa, z ładowaczem czołowym: 170 kPa

22) Kabina:
- Typ - 07 standard, ochronna
- Dmuchawa - 3-biegowa
- Nagrzewnica - rurkowo-płytkowa
- Filtr powietrza kabiny - z wkładem papierowym
- Poziom hałasu na stanowisku operatora - 87 dB(A)
- Siedzisko operatora: rodzaj - fotelowe z amortyzacją

23) Masy i rozkłady mas:
- Masa ciągnika gotowego do pracy bez dodatkowych mas obciążających z kabiną - 3180 kg (5312), 3500 kg (5314)
- Rozkład masy:

1. przód - 1200 kg (5312), 1420 kg (5314)
2. tył - 1980 kg (5312), 2080 kg (5314)

- Masa ciągnika gotowego do pracy z dodatkowymi masami obciążającymi, bez wody w ogumieniu, z kabiną - 3685 kg (5312), 4000 kg (5314)
- Rozkład masy:

1. przód - 1430 kg (5312), 1700 kg (5314)
2. tył - 2255 kg (5312), 2300 kg (5314)

- Dodatkowe masy obciążające:

1. obciążniki ramy przedniej - 8 x 25 = 200 kg
2. obciążniki kół tylnych I - 2 x 45 = 90 kg
3. obciążniki kół tylnych II - 4 x 50 = 200 kg

- Maksymalna masa wody w ogumieniu:

1. 12,4-36 - 2 x 160 = 320 kg
2. 13,6-36 - 2 x 180 = 360 kg
3. 16,9-34 - 2 x 310 = 620 kg
4. 11,2-24 - 2 x 85 = 170 kg

- Dopuszczalna masa ciągniętego zestawu - 12000 kg

24) Inne parametry:
- Maksymalna prędkość jazdy - 28,62 km/h (skrzynia 8-biegowa), 29,16 km/h (skrzynia 12-biegowa)
- Rozstaw osi - 2223 mm (5312), 2300 mm (5314)
- Prześwit:

1. pod skrzynią przekładniową - 460 mm (5312), 480 mm (5314)
2. pod dolnym zaczepem transportowym - 340 mm (5312), 290 mm (5314)
3. pod obciążnikami ramy przedniej - 460 mm (5312), 510 mm (5314)
4. pod mostem napędowym przednim - 400 mm (5314)

- Długość ciągnika:

1. bez obciążników ramy przedniej - 3770 mm (5312), 3760 mm (5314)
2. z obciążnikami ramy przedniej - 3980 mm (5312), 3970 (5314)

- Szerokość ciągnika (przy rozstawie kół 1500 mm) - 2010 mm
- Wysokość:

1. z tłumikiem - 2630 mm (5312), 2670 mm (5314)
2. z kabiną - 2540 mm